# Рудочеревий андець
Рудочеревий а́ндець (Doliornis) — рід горобцеподібних птахів родини котингових (Cotingidae). Представники цього роду мешкають в Південній Америці.

## Види
Виділяють два види:
- Андець перуанський (Doliornis sclateri)
- Андець рудочеревий (Doliornis remseni)

## Етимологія
Наукова назва роду Doliornis походить від сполучення слів дав.-гр. δολιος — хитрий і дав.-гр. ορνις — птах.